# Callosamia angulifera
Callosamia angulifera är en fjärilsart som beskrevs av Walker 1855. Callosamia angulifera ingår i släktet Callosamia och familjen påfågelsspinnare. Inga underarter finns listade i Catalogue of Life.

## Bildgalleri

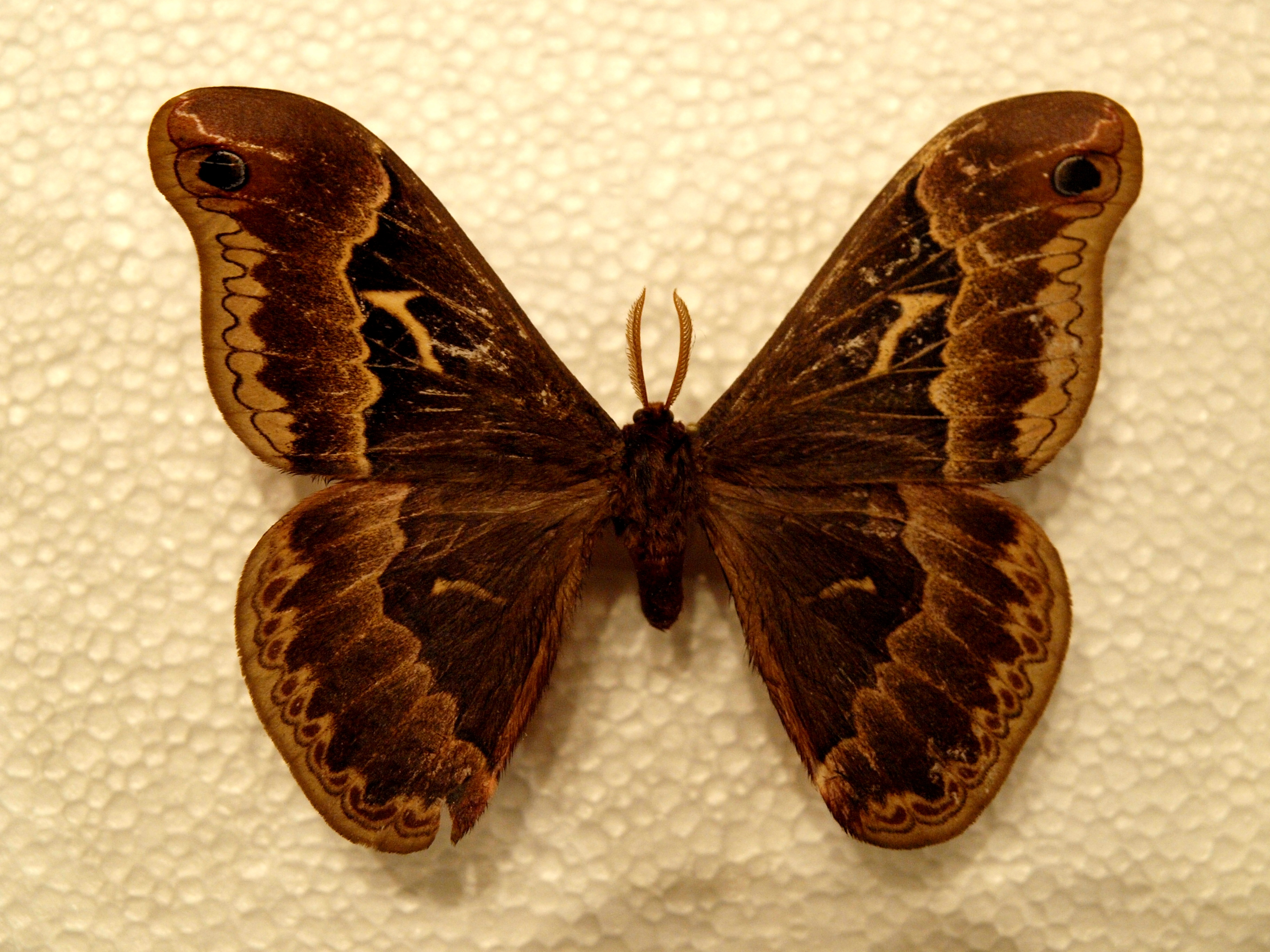
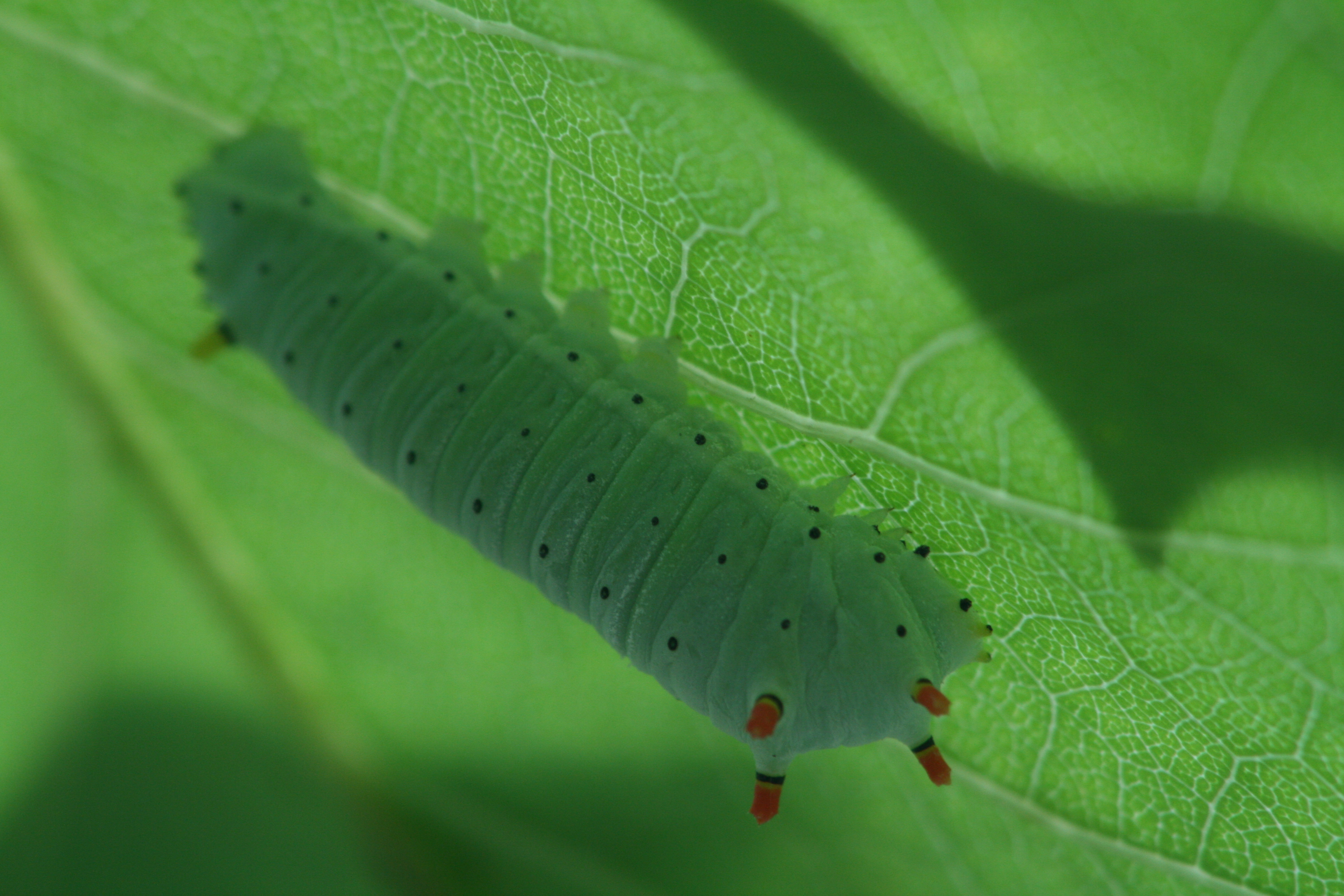